# Hausener Bröller
Der Hausener Bröller ist eine Karsthöhle auf dem Gebiet der baden-württembergischen Stadt Trochtelfingen im Landkreis Reutlingen, die als Naturdenkmal und als Geotop ausgewiesen ist.

## Kenndaten
Das Naturdenkmal wurde mit Verordnung des Landratsamts Reutlingen vom 20. Februar 2017 ausgewiesen.

## Lage und Beschreibung
Der drei Meter breite und nur 90 cm hohe Zugang zum Hausener Bröller befindet sich
unmittelbar nördlich des Hauses Nr. 21 in der Brunnenstraße im Trochtelfinger Ortsteil Hausen an der Lauchert am Fuß einer Felswand. Die auch in Trockenzeiten teilweise überfluteten Hohlräume in den Unteren Felsenkalken des Weißjura (Mittel-Kimmeridgium) besitzen eine erforschte Gesamtlänge von 1.565 m (Stand 2018). Die mindestens 12.000 Jahre alte Höhle wurde 1991 erstmals vermessen. Sie ist inzwischen speläologisch und geologisch gut erforscht. Der dritte vorgefundene Siphon konnte bisher noch nicht durchtaucht werden. Bei Starkregen oder Schneeschmelze tritt ein ansehnlicher Höhlenbach aus der Brölleröffnung. Wegen ihrer Länge und der Lage in heutiger Flusshöhe ist der Hausener Bröller im gesamten Lauchertbereich geologisch einmalig. In der Höhle wurden Biberzähne gefunden. Der Bröller ist unter dem Namen Bröller in Hausen an der Lauchert auch als Geotop geschützt.